# Hüpnosz

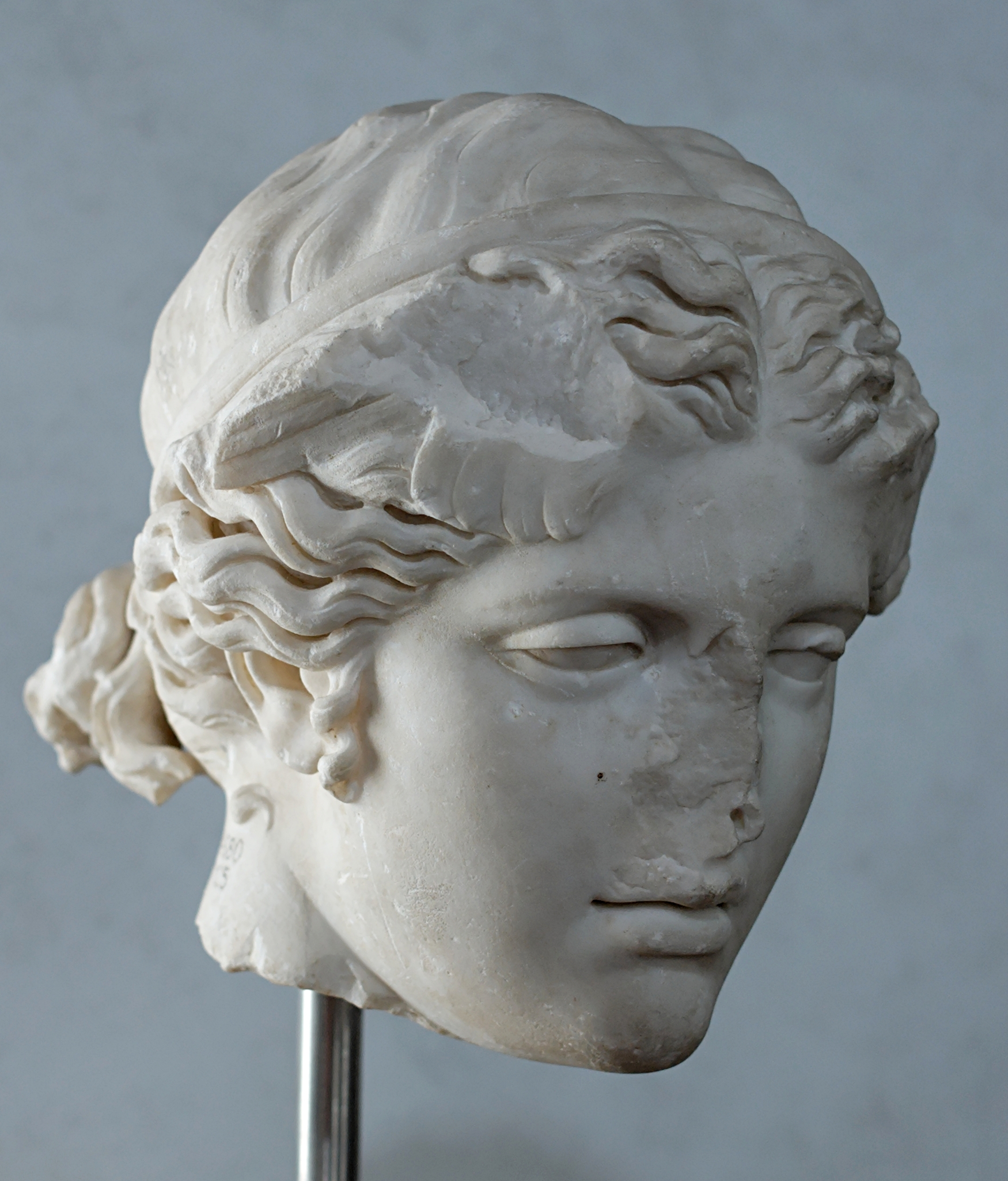
Hüpnosz – márvány torzó, Hadrianus császár korából, 117–138. körül

Hüpnosz, az Álom és Thanatosz, a Halál a görög mitológiában ikertestvérek, az Éj istennőjének fiai. Alvilági palotájuk a sötétség barlangja, ahová soha egyetlen fénysugár sem téved. Hüpnosz, az alvás megszemélyesítője a római mitológiában Somnusként jelenik meg.
Hüpnosz az alvással járó álomképek apja. Az ő fia a három álomisten – az oneiroi: Morpheusz az álmok megformálója, Phobetor (vagy más néven Ikelosz) a rémálom, és a természethez, állatokhoz kapcsolódó álmok és Phantaszosz a különös, fantasztikus álmok alakítója. A mondák szerint tartaroszi otthonukon keresztülfolyt a feledés folyója, a Léthé, és Hüpnosz a folyó vizébe mártott ágacskával megérintve altatta el az embereket.
Hüpnosz történeteivel a görög mondaköltészetben csak ritkán találkozunk. A vele kapcsolatos mítoszok egyike Zeusz halandó fiához, Endümiónhoz kötődik, akit kérésére apja és Hüpnosz nyitott szemmel örökre elaltatott. Az ifjú így akarta legyőzni az öregséget és a halált, miközben éjjelente újra láthatja szerelmesét, Szelénét. Szeléné, a Hold istennője minden éjjel leszállt az égről, hogy a Latmosz-hegy barlangjában alvó szép kedvesét ezüstős sugaraival megcsókolja. Likümniosz egyik költeménye szerint maga Hüpnosz szeretett bele Endümiónba, az ifjú pásztorba és azért bocsátott rá örök álmot, hogy mindig élvezhesse a szeretett ifjú látványát. Homérosz az Iliasz 14. énekében verseli el, hogy Hüpnosz Héra kérésére kétszer is elaltatta Zeuszt. Jutalma a legifjabb kharisz, Paszithea kezének elnyerése lett, aki után már régóta epekedett.

## Hüpnosz a művészetben
A művészek Hüpnoszt meztelen ifjúként ábrázolták, szárnyakkal a halántékán; néha fáklyát vagy mákszálat tartva, álmatagon. A vázafestményeken leggyakrabban ikertestvérével együtt jelenik meg: két teljesen egyforma fiú, az egyikük szárnya a fején van – ez Hüpnosz, a másiké a vállain – ő Thanatosz. Később a hellenisztikus korban alakja bőségszarut tartó és abból álommézet öntő, vagy karjában alvó embert tartó alak. Néha szakállal, öregemberként, néha pedig fia, Morpheusz társaságában jelenik meg, aki csendesen ébresztgeti az alvót.
Hüpnosz kultusza legteljesebben Spártában alakult ki, de a szertartásokban állandó kísérője volt ikertestvére, a halál.

## Szimbolikája
A görögöknél az álmok az istenek üzenetei. Egyfelől a tudattalan homályos birodalma, másfelől a test súlyától megszabadult szellem szabad szárnyalása. Az álomfejtés gyakorlatát – mint a jövő megismerésének módszerét – minden nép ősi kultúrájában megtaláljuk. Az álom átjáró az élet és a halál, a valóság és az ösztönlét között. „Az orphikus és egyiptomi hagyományokból eredően a püthagoreusok azt gondolták, hogy az álomban a lélek megszabadul a testtől, és képes kapcsolatot teremteni magasabb lényekkel; ebben az értelemben a magasabb rendű létezés jelképe.”

### Lásd még
- Hésziodosz: Istenek születése (Theogony)

## Külső hivatkozások
- Hüpnosz
- Szimbólumszótár, Álom
- Pallas nagy lexikona, Hypnos